# 郑尚学
郑尚学(정상학)，朝鲜民主主义人民共和国政治家，朝鲜劳动党党中央委员会政治局委员，朝鲜劳动党中央检查委员会委员长。

## 简历
2021年1月，郑尚学在朝鲜劳动党第八次代表大会上，当选为朝鲜劳动党中央委员会委员、朝鲜劳动党中央政治局委员、朝鲜劳动党中央检查委员会委员长。